# Aphis nerii
Espèce
Aphis nerii, le puceron du laurier rose est une espèce d'insectes de l'ordre des hémiptères et de la famille des Aphididae.